# Salam

Salam (àrab: سلام, salām) és una paraula àrab que literalment significa ‘pau’, utilitzada sovint com una salutació general, sobretot al món àrab i pels musulmans, encara que també en altres països on l'islam hi és important. Aquesta paraula es fa servir en l'expressió as-salamu alay-kum (àrab: ٱلسَّلَامُ عَلَيْكُمْ, as-salāmu ʿalaykum, ‘la pau sigui amb vos’), que se sol respondre amb l'expressió wa-alay-kum as-salam (àrab: وَعَلَيْكُمُ ٱلسَّلَامُ, wa-ʿalaykumu s-salām, ‘i amb vos la pau’).
As-Salam, segons l'Alcorà i els hadits, també és un dels 99 noms de Déu.
La versió hebrea és xalom, que és utilitzada de la mateixa manera, xalom alekhem.